# Makrokosmos
Makrokosmos (av grekiska, μακρός, makros, "stor", och κόσμος, kosmos, "värld"), betyder världsalltet, tänkt som en besjälad organism, som en mänsklig organism i stort enligt ett föreställningssätt, som Paracelsus med flera naturfilosofer på 1500-talet sökte göra gällande.